# Александровка (Саракташский район)
Александровка — село в Саракташском районе Оренбургской области России. Входит в состав Черкасского сельсовета.

## География
Село находится на северо-востоке центральной части Оренбургской области, в степной зоне, к югу от реки Сакмары, на расстоянии менее одного километра к северо-западу от Саракташа, административного центра района. Абсолютная высота — 139 метров над уровнем моря.
Климат
Климат характеризуется как резко континентальный с продолжительной морозной зимой и относительно коротким жарким сухим летом. Средняя температура воздуха самого тёплого месяца (июля) — 20 — 22 °C; самого холодного (января) — −16 — −15,5 °C. Среднегодовое количество атмосферных осадков составляет 350—450 мм.

## Население
| 2010 |
| ---- |
| 364  |

Половой состав
По данным Всероссийской переписи населения 2010 года в половой структуре населения мужчины составляли 50 %, женщины — соответственно также 50 %.
Национальный состав
Согласно результатам переписи 2002 года, в национальной структуре населения русские составляли 56 % из 324 чел., казахи — 31 %.